# الیگانی کورپوریشن
الیگانی کورپوریشن (انگلیسی: Alleghany Corporation) شرکت خدمات مالی آمریکایی است، که در سال ۱۹۲۹ تأسیس شد.